# Charles-Egon III de Fürstenberg
Charles-Egon III de Fürstenberg (en allemand Karl Egon III. Léopold Maria Wilhelm Maximilien Fürst zu Fürstenberg; 4 mars 1820 - 15 mars 1892) est un officier dans les armées du Grand-duché de Bade et du Royaume de Prusse, terminant comme général de cavalerie.

## Biographie
Il est né à Donaueschingen, fils de Charles-Egon II de Fürstenberg et d'Amélie de Bade. En 1844, Charles-Egon III épouse Élisabeth de Saxe-Altenbourg (1824-1861).
De 1854 à 1892, il est également membre de la branche Souabe, de la Maison de Fürstenberg. En raison de ses vastes domaines, il est membre de la Chambre des seigneurs de Prusse, la chambre haute de Bade et de la chambre haute de Wurtemberg. De 1864 à 1892, il est président de l'Association allemande des Standesherr. Il meurt à Paris et est remplacé par son fils Charles-Egon IV de Fürstenberg.